# Cristóbal Góngora Fernández Delgado
Cristóbal Góngora Fernández Delgado (Almería, 10 de septiembre de 1757 – Madrid, 17 de enero de 1822) fue un hacendista y político español.  

## Biografía
Hijo de Cristóbal José de Góngora Fernández-Delgado y de María Josefa Fernández-Delgado Díaz estudió en el Seminario Mayor de San Fulgencio de Murcia. Fue destinado como oficial de Hacienda en Pamplona. Entre 1801 y 1802 pasó a la Secretaría de Estado y del Despacho de Hacienda, dónde llegaría a ser oficial mayor segundo.
En 1808 acompañó a Fernando VII a su destierro en Bayona. De regreso a España formó parte de la Junta Suprema Central y fue designado el 1 de octubre de 1812 secretario del Despacho de Hacienda, cargo que ocupó hasta marzo de 1813. El mal estado de la Hacienda y la desorganización de la Secretaría, le enfrentó a buena parte de los diputados de Cádiz. Al dimitir fue presidente del Tribunal Mayor de Cuentas. Tras la vuelta del rey fue nuevamente secretario de Hacienda entre el 29 de mayo y el 23 de septiembre de 1814 y miembro del Consejo de Estado. En 1815 fue desterrado a Burgos. Fue caballero de la Orden de Carlos III.